# Laddonia, Missouri
Laddonia, Missouri (енгл. Laddonia) град је у америчкој савезној држави Мисури.

## Демографија
По попису из 2010. године број становника је 513, што је 107 (-17,3%) становника мање него 2000. године.
| Група             | 2000.       | 2010.       |
| Белци             | 606 (97,7%) | 505 (98,4%) |
| Афроамериканци    | 5 (0,8%)    | 2 (0,4%)    |
| Азијати           | 0 (0,0%)    | 0 (0,0%)    |
| Хиспаноамериканци | 1 (0,2%)    | 2 (0,4%)    |
| Укупно            | 620         | 513         |